# Лазарев Артем Маркович
Артем Маркович Лазарев (30 жовтня 1914, містечко Кам'янка, тепер Молдова — 15 квітня 1999, місто Кишинів, Молдова) — молдавський радянський державний і комуністичний діяч, секретар ЦК КП(б) Молдавії, міністр освіти Молдавської РСР, міністр культури Молдавської РСР, голова Верховної Ради Молдавської РСР (1971—1980). Депутат Верховної Ради Молдавської РСР 2—5-го і 8—9-го скликань. Депутат парламенту Республіки Молдова в 1993—1996 роках. Член ЦК Комуністичної партії Молдавії. Доктор історичних наук (1976), професор (1971). Член-кореспондент Академії наук Молдавської РСР (1970), дійсний член Академії наук Молдавської РСР (1976).

## Життєпис
Навчався в сільській школі села Новомихайлівки Красноокнянського району, де склав іспити за 7 класів у 1929 році. У 1929—1932 роках — комунар комуни «Маяк» Молдавської АРСР. Потім навчався на робітничому факультеті Тираспольського державного педагогічного інституту. 
У 1938 році закінчив Тираспольський державний педагогічний інститут імені Шевченка.
У 1938 році — завідувач сектора Тираспольського міського комітету ЛКСМУ; завідувач сектора Молдавського обласного комітету ЛКСМУ.
З 1938 року служив у Червоній армії.
До 1940 року — викладач історії у Тираспольському інституті овочівництва та плодівництва. У 1940—1941 роках — інспектор Народного комісаріату освіти Молдавської РСР.
З 1941 до 1946 року — в Червоній армії, учасник німецько-радянської війни. З 1941 року командував взводом кулеметників Кишинівського комуністичного полку, служив у 118-му артилерійському полку 69-ї стрілецької дивізії. У червні 1942 року закінчив артилерійські курси удосконалення командного складу РСЧА. Член ВКП(б) з 1942 року.
З червня 1942 року — командир винищувально-протитанкової батареї 960-го стрілецького полку 299-ї стрілецької дивізії 66-ї армії Сталінградського фронту. У 1943 році призначений політичним інструктором при начальнику штабу окремого винищувального протитанкового батальйону із румунських військовополонених, які стали частиною 1-ї румунської добровольчої піхотної дивізії імені Т. Влaдимиреску. З 1944 по 1946 рік перебував у Бухаресті як заступник начальника штабу Контрольної комісії СРСР.
У 1946—1947 роках — завідувач Кишинівського міського відділу народної освіти Молдавської РСР.
12 квітня 1947 — 17 липня 1951 року — міністр освіти Молдавської РСР.
2 квітня 1951 — 13 червня 1953 року — секретар ЦК КП(б) Молдавії з питань ідеології.
18 квітня 1953 — 25 лютого 1963 року — міністр культури Молдавської РСР.
У 1963—1968 роках — завідувач відділу історії радянського періоду Інституту історії Академії наук Молдовської РСР.
У 1968—1974 роках — ректор Кишинівського державного університету імені В.І. Леніна. Одночасно був завідувачем кафедри історії Молдавії Кишинівського університету та головою Ради ректорів вищих навчальних закладів Молдавської РСР.
14 липня 1971 — 10 квітня 1980 року — голова Верховної ради Молдавської РСР.
У 1971—1979 роках — голова комітету при Раді міністрів Молдавської РСР з присудження премій у галузі науки і техніки.
У 1974—1977 роках — академік-секретар Відділення суспільних наук Академії наук Молдавської РСР. У 1976—1977 роках — віцепрезидент Академії наук Молдавської РСР.
У 1976—1982 роках — голова молдавської секції Наукової ради Академії наук СРСР із національних відносин.
У 1993—1996 роках обирався депутатом парламенту Республіки Молдова за списками виборчого блоку Партії соціалістів Республіки Молдова та Руху за рівність «Unitate-Edinstvo».
Помер 15 квітня 1999 року в Кишиневі. Похований на Вірменському цвинтарі міста Кишинева.

## Наукова діяльність
Автор понад 150 робіт в галузі історії, був послідовним прихильником кириличного письма. Під його керівництвом та редакцією було випущено збірку «Культура Молдови в роки радянської влади» (частина I, 1975, частина II, 1976).
Як вчений займався вивченням національної історії XIX—XX століть, був автором кількох теорій про «молдавський народ» та «молдавську мову». У 1947 році його було призначено заступником голови, а з 1949 року головою комісії ЦК КП(б) Молдавії з підготовки «Історії Молдавської РСР» (т. 1—2, 1951—1955). Висунув теорію слов'янського походження молдавського народу.

## Звання
- молодший лейтенант
- лейтенант
- старший лейтенант
- капітан
- майор
- підполковник

## Нагороди
- Орден Республіки (28.10.1994)
- два ордени Леніна
- два ордени Вітчизняної війни ІІ ст. (28.11.1942, 6.04.1985)
- орден Червоної Зірки (13.11.1944)
- орден Дружби народів
- орден «Знак Пошани»
- медаль «За оборону Сталінграда»
- медаль «За перемогу над Німеччиною у Великій Вітчизняній війні 1941—1945 рр.» (1945)
- медалі
- Заслужений працівник культури Молдавської РСР (1967)
- лауреат Державної премії Молдавської РСР (1972)